# Gamasomorpha semitecta
Gamasomorpha semitecta là một loài nhện trong họ Oonopidae.
Loài này thuộc chi Gamasomorpha. Gamasomorpha semitecta được Eugène Simon miêu tả năm 1907.